# Kreis Anklam

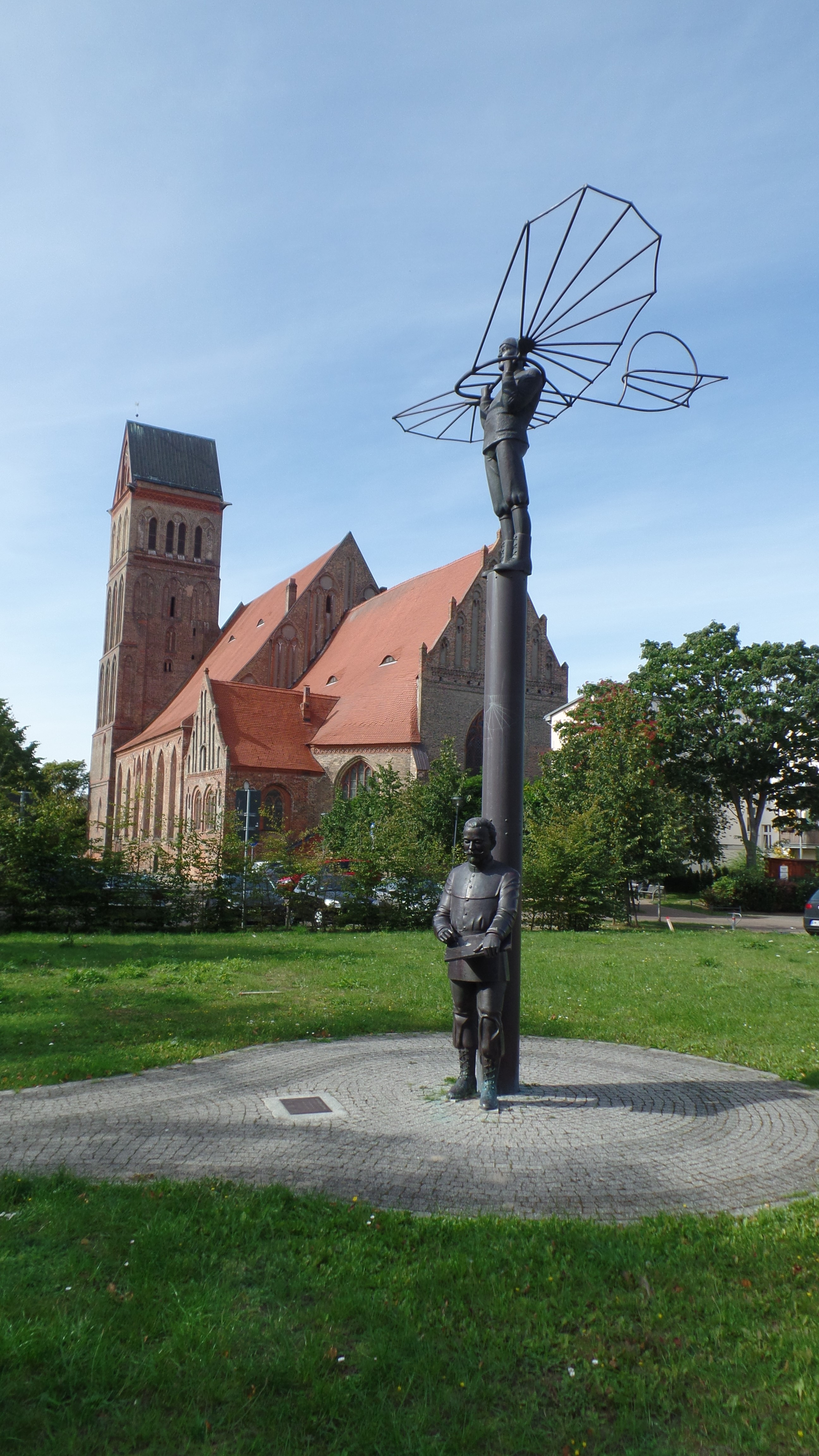
Denkmal Eckhard Herrmanns für die Brüder Lilienthal vor der Anklamer Marienkirche (wegen Hausneubau demontiert)

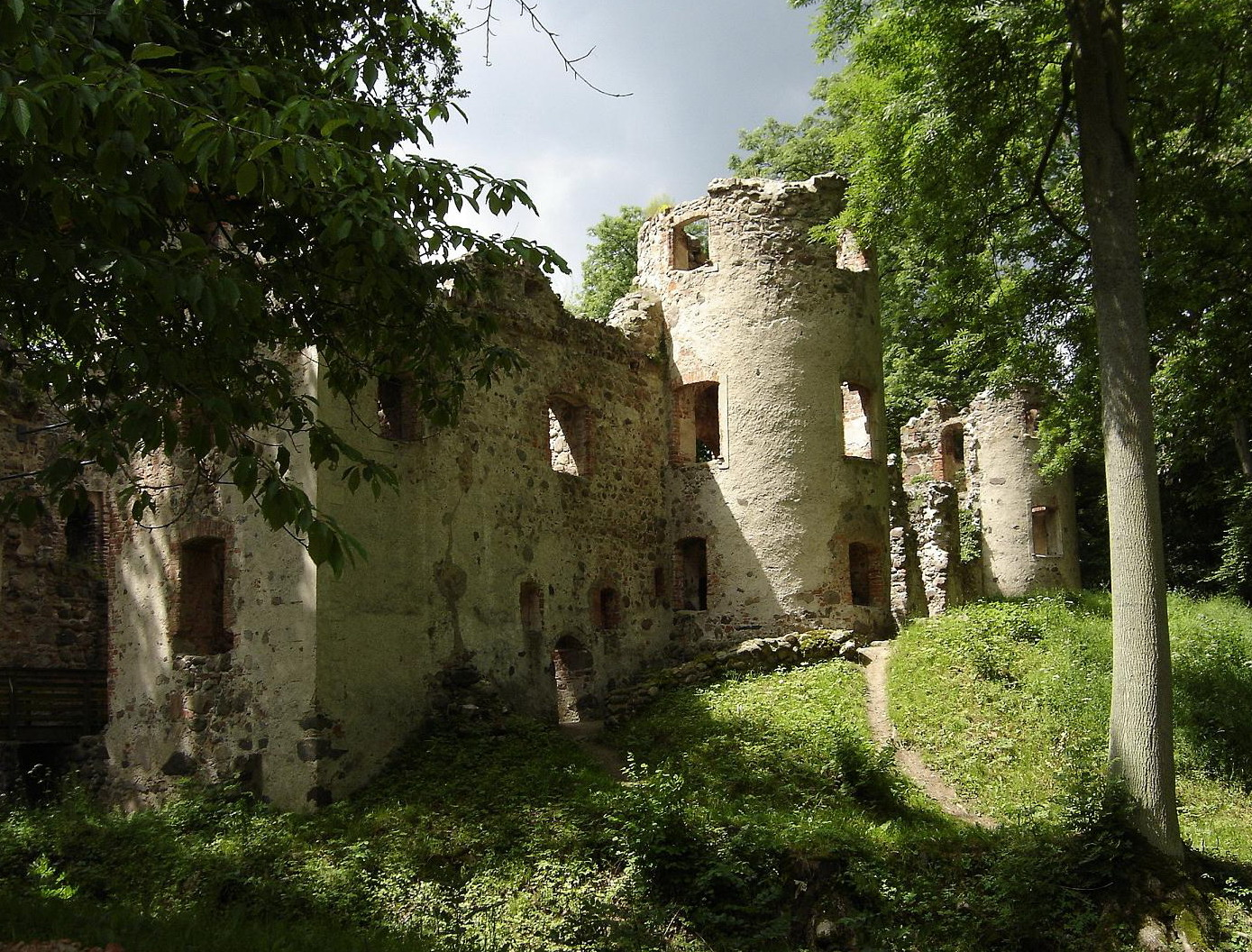
Burgruine Landskron

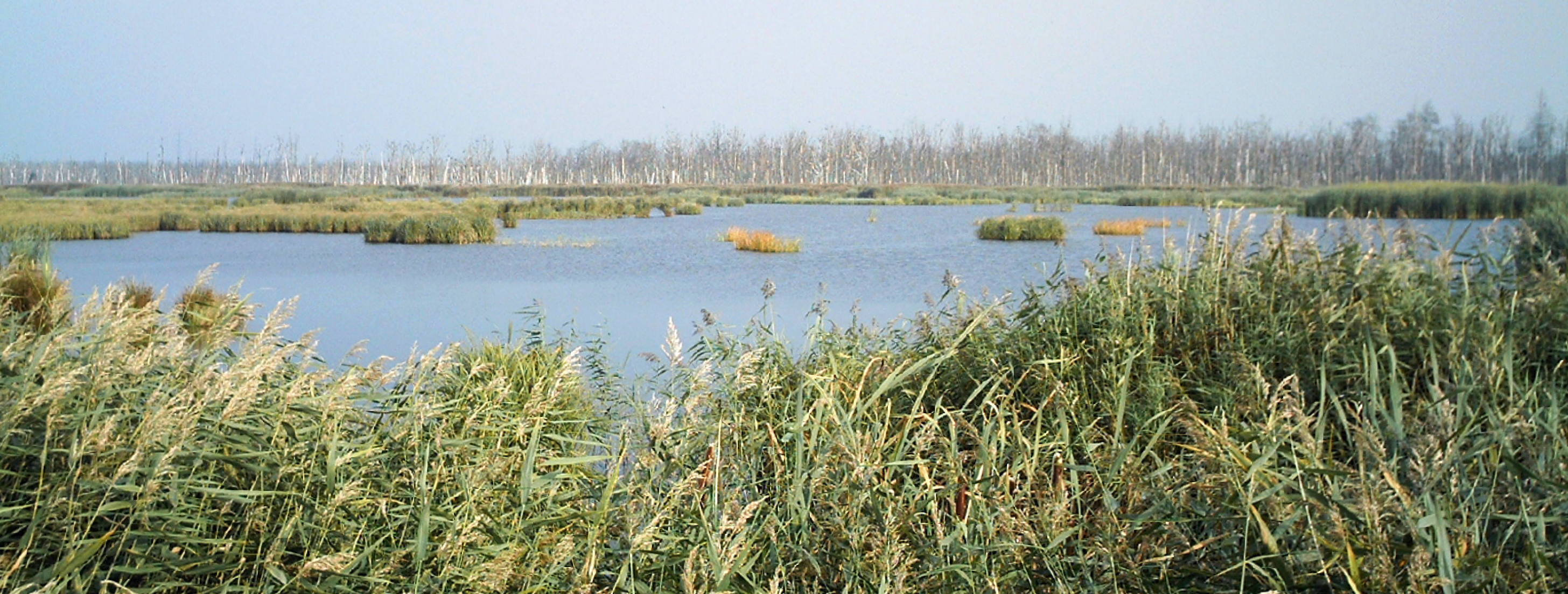
Anklamer Torfmoor

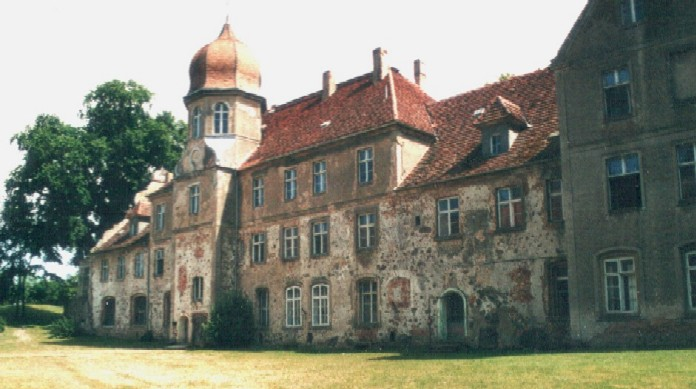
Schloss Spantekow

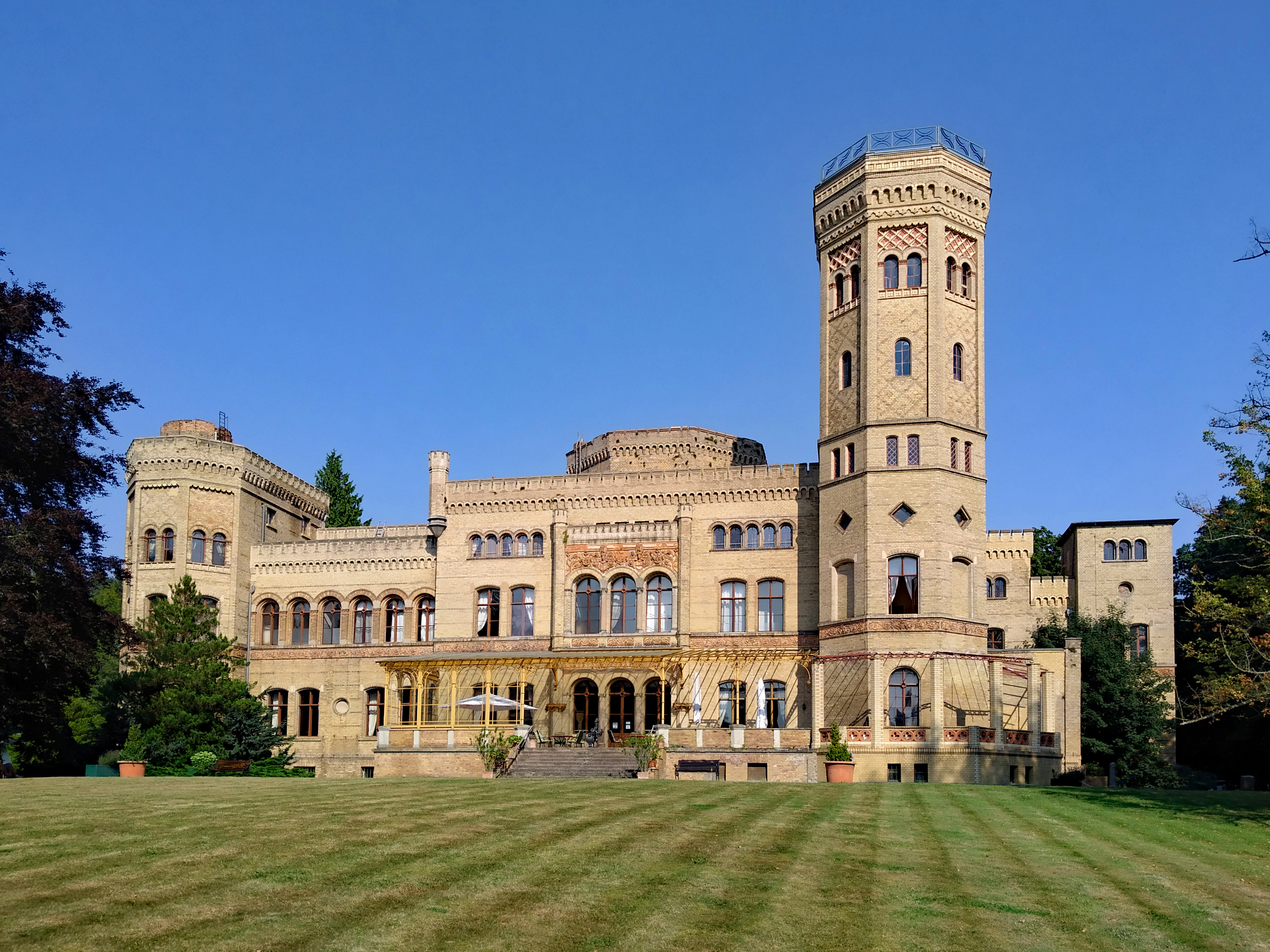
Herrenhaus Neetzow

Der Kreis Anklam war ein Kreis im Norden des Bezirkes Neubrandenburg in der Deutschen Demokratischen Republik (DDR). Ab dem 17. Mai 1990 bestand er als Landkreis Anklam fort. Sein Gebiet gehört heute zum Landkreis Vorpommern-Greifswald in Mecklenburg-Vorpommern. Der Sitz der Kreisverwaltung befand sich in Anklam.

## Geografie

### Lage
Der Kreis erstreckte sich von den Hügeln des Endmoränenbogens nördlich der unteren Peene bis zum Großen Landgraben, der die Südgrenze des Kreises bildete. Die Landschaft ist durch waldarme Ebenen geprägt. Die einzigen zusammenhängenden Forste über 10 km² bildeten die Gebiete Boldekower Heide / Spantekower Forst sowie der Relzower / Libnower Wald. Im Norden und Süden erreicht das Bodenrelief vereinzelt Höhen über 40 m ü. NN (höchste Erhebung: Hellberg bei Sarnow mit 54 m ü. NN). Das untere Peenetal und die an das Oderhaff grenzenden Gebiete sind durch Bruchwälder und Torfmoore gekennzeichnet. Der Peene-Südkanal durchzieht den Kreis von Nord nach Süd. Er wurde 1977 bis 1981 gebaut und dient der Bewässerung der Gebiete um die Friedländer Große Wiese bei Trockenheit.

### Fläche und Einwohnerzahl
Die Fläche des Kreises betrug 755 km². Das entsprach 6,9 % der Fläche des Bezirks Neubrandenburg.
Die Einwohnerzahl betrug im Jahr 1985 etwa 40.300. Das waren 6,5 % der Einwohner des Bezirks. Die Bevölkerungsdichte belief sich auf 53 Einwohner je km².

### Nachbarkreise
Der Kreis Anklam grenzte im Norden an den Kreis Greifswald, im Nordosten an den Kreis Wolgast, im Südosten an den Kreis Ueckermünde, im Süden an den Kreis Neubrandenburg-Land und im Westen an die Kreise Altentreptow und Demmin. Im Osten hatte der Kreis Anklam einen Anteil am Oderhaff und am Peenestrom.

## Geschichte
Der vorpommersche Kreis wurde am 25. Juli 1952 aus dem Großteil des ehemaligen Landkreises Anklam und dem Südteil des Landkreises Greifswald neu gebildet. Die Gemeinden Leopoldshagen, Lübs, Neuendorf A, Altwigshagen und Wietstock im Südosten des ehemaligen Landkreises Anklam wechselten in den ebenfalls 1952 entstandenen Kreis Ueckermünde. Die Gemeinde Pinnow wurde am 1. Juli 1961 nach Murchin eingemeindet.
Der Kreis kam am 3. Oktober 1990 in das neu gegründete Bundesland Mecklenburg-Vorpommern innerhalb des Beitrittsgebietes zur Bundesrepublik Deutschland.
Am 12. Juni 1994 wurde der Kreis (seit dem 17. Mai 1990 wieder als Landkreis bezeichnet) aufgelöst. Das Gebiet bildete seither bis zur Kreisgebietsreform 2011 zusammen mit den ebenfalls aufgelösten Landkreisen Greifswald und Wolgast den Landkreis Ostvorpommern.

## Bevölkerung 1925
Im Jahr 1925 wurden im Kreis Anklam 35.787 Einwohner gezählt, von denen 32.947 Evangelische, 2349 Katholiken und 82 Juden waren. Im Jahr 1933 wurden 35.309 Einwohner gezählt.

## Wirtschaft und Infrastruktur
Das Wirtschaftsprofil des Kreises Anklam war durch intensive Landwirtschaft bestimmt. Es wurden hauptsächlich Zuckerrüben, Roggen und Kartoffeln angebaut, in den Talauen war die Milchviehhaltung vorherrschend. Dazu kamen Schweine- und Geflügelmastbetriebe. Die Industrie beschränkte sich auf die Kreisstadt Anklam. Hier war das überregional bedeutende Zuckerkombinat „Fritz Reuter“ ansässig, des Weiteren das Möbelkombinat Wilhelm Pieck, das für den Export produzierte, sowie Betriebsteile des Tiefbaukombinates Neubrandenburg und des Baustoffkombinates Malchin. Anklam war auch Sitz von Abteilungen des VEB Binnenreederei Berlin, des Seefahrtsamtes der DDR und der Wasserwirtschaftsdirektion Küste-Warnow-Peene.
Im Verkehrsknoten Anklam kreuzten sich die Fernverkehrsstraßen 109,  110 und 197. Insbesondere in den Sommermonaten war die Peenebrücke und der nördlich folgende Bahnübergang über die F 109 durch den Reiseverkehr nach Usedom und Rügen ein Engpass. Die einzige Bahnlinie im Kreisgebiet war die Strecke Berlin–Stralsund mit Bahnhöfen in Anklam, Ducherow und Klein Bünzow.

## Städte und Gemeinden
Am 3. Oktober 1990 gehörten folgende 37 Gemeinden zum Landkreis Anklam:
| AGS      | Gemeinde      | Einwohner  | Einwohner  | Fläche (km²) |
| AGS      | Gemeinde      | 03.10.1990 | 31.12.1990 | 31.12.1990   |
| 13012020 | Anklam, Stadt | 19 046     | 18 989     | 41,28        |
| 13012030 | Bargischow    | 449        | 441        | 21,04        |
| 13012040 | Blesewitz     | 340        | 336        | 12,65        |
| 13012050 | Boldekow      | 426        | 430        | 14,06        |
| 13012060 | Bugewitz      | 364        | 360        | 58,79        |
| 13012070 | Butzow        | 383        | 381        | 12,82        |
| 13012080 | Drewelow      | 149        | 149        | 7,45         |
| 13012090 | Ducherow      | 2 541      | 2 547      | 23,57        |
| 13012100 | Groß Polzin   | 638        | 639        | 29,33        |
| 13012120 | Iven          | 274        | 272        | 15,76        |
| 13012130 | Japenzin      | 300        | 296        | 12,71        |
| 13012140 | Klein Bünzow  | 949        | 934        | 34,78        |
| 13012150 | Krien         | 1 120      | 1 119      | 21,82        |
| 13012160 | Krusenfelde   | 216        | 214        | 12,55        |
| 13012170 | Liepen        | 408        | 395        | 18,00        |
| 13012180 | Löwitz        | 348        | 348        | 22,51        |
| 13012190 | Medow         | 510        | 515        | 18,75        |
| 13012200 | Murchin       | 927        | 917        | 45,63        |
| 13012210 | Neetzow       | 665        | 654        | 15,67        |
| 13012220 | Nerdin        | 219        | 219        | 10,16        |
| 13012230 | Neuendorf B   | 229        | 228        | 13,79        |
| 13012240 | Neuenkirchen  | 354        | 352        | 15,66        |
| 13012250 | Neu Kosenow   | 616        | 622        | 24,89        |
| 13012260 | Pelsin        | 393        | 395        | 14,92        |
| 13012270 | Postlow       | 472        | 470        | 14,71        |
| 13012280 | Putzar        | 291        | 283        | 17,42        |
| 13012290 | Rathebur      | 202        | 196        | 9,14         |
| 13012310 | Rossin        | 187        | 184        | 12,62        |
| 13012320 | Rubkow        | 846        | 843        | 35,03        |
| 13012340 | Sarnow        | 571        | 570        | 23,22        |
| 13012350 | Schmatzin     | 456        | 454        | 17,65        |
| 13012360 | Schwerinsburg | 177        | 176        | 8,16         |
| 13012370 | Spantekow     | 1 216      | 1 192      | 36,47        |
| 13012380 | Steinmocker   | 166        | 160        | 9,52         |
| 13012390 | Stolpe        | 474        | 468        | 17,67        |
| 13012430 | Ziethen       | 522        | 518        | 18,25        |
| 13012440 | Zinzow        | 298        | 293        | 16,85        |
|          |               | 37 742     | 37 559     | 755,30       |

Ehemalige Gemeinden
- Gnevezin, am 10. Oktober 1965 zu Bargischow
- Groß Jasedow, am 1. Juni 1960 zu Klein Bünzow
- Grüttow, am 1. Januar 1974 zu Stolpe
- Pätschow, am 1. Juli 1961 zu Groß Polzin
- Pinnow, am 1. Juli 1961 zu Murchin
- Quilow, am 1. Juli 1961 zu Groß Polzin
- Rosenhagen, am 1. Januar 1979 zu Bugewitz
- Salchow, am 1. Januar 1970 zu Klein Bünzow
- Stretense, am 1. Juli 1961 zu Pelsin
- Teterin, am 1. Juli 1973 zu Butzow
- Wahlendow, am 1. Januar 1970 zu Rubkow
- Wegezin, am 1. März 1973 zu Krien
- Woserow, am 10. Oktober 1965 zu Bargischow
- Wussentin, am 1. März 1973 zu Medow

## Kfz-Kennzeichen
Den Kraftfahrzeugen (mit Ausnahme der Motorräder) und Anhängern wurden von etwa 1974 bis Ende 1990 dreibuchstabige Unterscheidungszeichen, die mit dem Buchstabenpaar CB begannen, zugewiesen. Die letzte für Motorräder genutzte Kennzeichenserie war CS 50-01 bis CS 99-99.
Anfang 1991 erhielt der Landkreis das Unterscheidungszeichen ANK. Es wurde bis zum 23. Oktober 1994 ausgegeben, zuletzt für den Landkreis Ostvorpommern. Seit dem 14. März 2013 ist es im Landkreis Vorpommern-Greifswald erhältlich.